# Долгополов Андрій Васильович
Андрі́й Васи́льович Долгопо́лов — майстер спорту України з тхеквондо; тренер.

## З життєпису
Володар чорного пояса (3 дан) з тхеквондо.
Тренер-викладач бронзового призера Універсіади-2019 з тхеквондо Вороновського Дениса.
Тренер вищої категорії; Харківський ліцей № 161 «Імпульс».